# Liste von Persönlichkeiten der Stadt Milwaukee
Die Liste von Persönlichkeiten der Stadt Milwaukee enthält Personen, die in Milwaukee im US-Bundesstaat Wisconsin geboren wurden sowie solche, die in Milwaukee ihren Wirkungskreis hatten, ohne hier geboren zu sein. Beide Abschnitte sind jeweils chronologisch nach dem Geburtsjahr sortiert. Die Liste erhebt keinen Anspruch auf Vollständigkeit.

## In Milwaukee geborene Persönlichkeiten

### 19. Jahrhundert

#### 1801 bis 1880

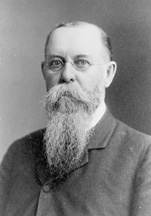
John L. Mitchell
(1842–1904)

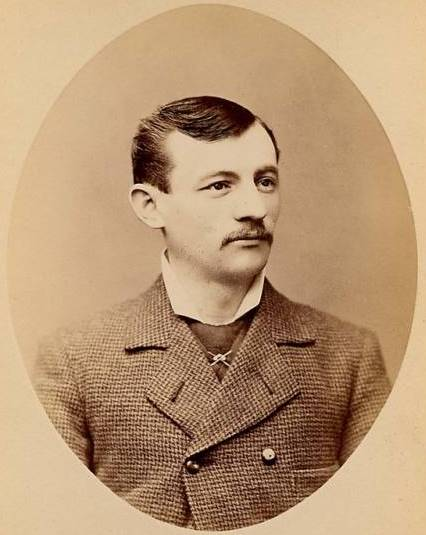
Jacob Schaefer senior
(1855–1910)

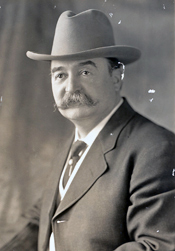
William J. Cary
(1865–1934)

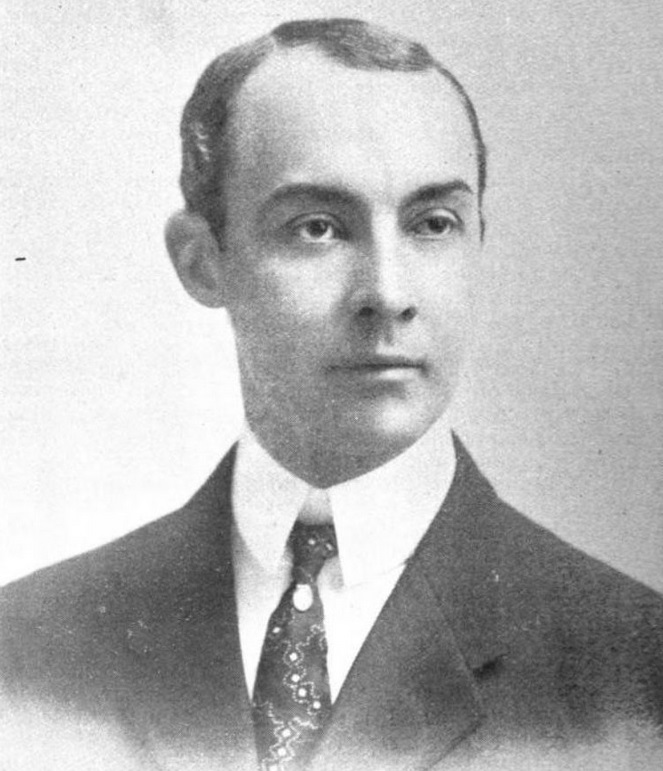
Herbert James Hagerman
(1871–1935)

- Frank Miller (1842–1925), Kryptologe
- John L. Mitchell (1842–1904), Politiker (Demokratische Partei)
- Susan Stuart Frackelton (1848–1932), Kunstmalerin und Keramikkünstlerin
- Percy Shelley Anneke (1850–1928), Unternehmer
- Thomas Shaughnessy, 1. Baron Shaughnessy (* 6. Oktober 1853–1923), amerikanisch-kanadischer Eisenbahnverwalter
- Jacob Schaefer senior (1855–1910), Karambolagespieler
- Henry Schoenefeld (1857–1936), Komponist
- Carl von Marr (1858–1936), US-amerikanisch-deutscher Maler
- Frank Enders (1860–1921), Maler und Radierer
- Louise Phelps Kellogg (1862–1942), Historikerin
- Augustine Francis Schinner (1863–1937), römisch-katholischer Geistlicher
- William J. Cary (1865–1934), Politiker
- William Morton Wheeler (1865–1937), Autorität auf dem Gebiet der Erforschung von Ameisen
- Eduard Otto Zwietusch (1866–1931), US-amerikanisch-deutscher Fernmeldetechniker und Erfinder
- Louise Lester (1867–1952), Schauspielerin[1]
- Paul Samuel Reinsch (1869–1923), Politikwissenschaftler und Diplomat
- William H. Stafford (1869–1957), Politiker
- Herbert James Hagerman (1871–1935), Politiker
- Morris Fuller Benton (1872–1948), Ingenieur
- Theodore Wharton (1875–1931), Filmregisseur, Filmproduzent und Drehbuchautor
- Alvin Kraenzlein (1876–1928), Leichtathlet
- Clement A. Trott (1877–1950), Generalmajor der United States Army
- Fred R. Zimmerman (1880–1954), Politiker
- William S. Harley (1880–1943), Unternehmer
- Lejaren Hiller (1880–1969), Fotograf und Illustrator

#### 1881 bis 1900

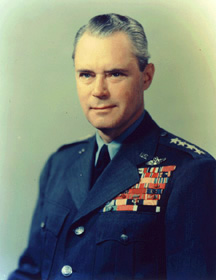
Hoyt S. Vandenberg
(1899–1954)

- Hermann Irving Schlesinger (1882–1960), Chemiker
- Christian Steinmetz (1882–1963), Basketballspieler
- Oscar Osthoff (1883–1950), Gewichtheber und Schwimmer
- John C. Kleczka (1885–1959), Politiker
- Robert Emmett O’Connor (1885–1962), Schauspieler
- Herbert Stothart (1885–1949), Komponist
- Richard Anthony Muttkowski (1887–1943), Entomologe
- Marion Blackwell (1887–1987), Dominikanerschwester, Komponistin und Musikpädagogin
- Aloysius Muench (1889–1962), vatikanischer Diplomat und erster Apostolischer Nuntius in der Bundesrepublik Deutschland
- Floyd Allport (1890–1978), Professor für Sozialpsychologie und Politische Psychologie
- Bob Moha (1890–1959), Boxer im Halbschwergewicht
- Clement Neubauer (1891–1969), 65. und 67. Generalminister des Kapuzinerordens
- Alfred Lunt (1892–1977), Film- und Theaterschauspieler
- John C. Schafer (1893–1962), Politiker
- Margaret Leland Goldsmith (1894–1971), Schriftstellerin, Übersetzerin und Journalistin
- Paul A. Miedtke (1894–1959), Musiker und Marschmusikkomponist
- Robert Murphy (1894–1978), Diplomat der Vereinigten Staaten
- Hermann Stresau (1894–1964), Germanist, Bibliothekar, Übersetzer und Schriftsteller
- Arlie Schardt (1895–1980), Mittel- und Langstreckenläufer
- Roman Richard Atkielski (1898–1969), römisch-katholischer Weihbischof in Milwaukee
- Ernst Guillemin (1898–1970), Elektroingenieur
- Louise Goff Reece (1898–1970), Politikerin
- Louise Adelaide Wolf (1898–1962), Mathematikerin und Hochschullehrerin
- Victor A. Gangelin (1899–1967), Artdirector und Szenenbildner
- Bernhard Kaun (1899–1980), deutscher Komponist
- Pinky Mitchell (1899–1976), Boxer
- Pat O’Brien (1899–1983), Schauspieler
- Hoyt S. Vandenberg (1899–1954), Vier-Sterne-General; Luftflottenkommandeur im Zweiten Weltkrieg; CIA-Direktor; Generalstabschef der Luftwaffe
- Otto Luening (1900–1996), Dirigent und Komponist
- Spencer Tracy (1900–1967), Schauspieler

### 20. Jahrhundert

#### 1901 bis 1910

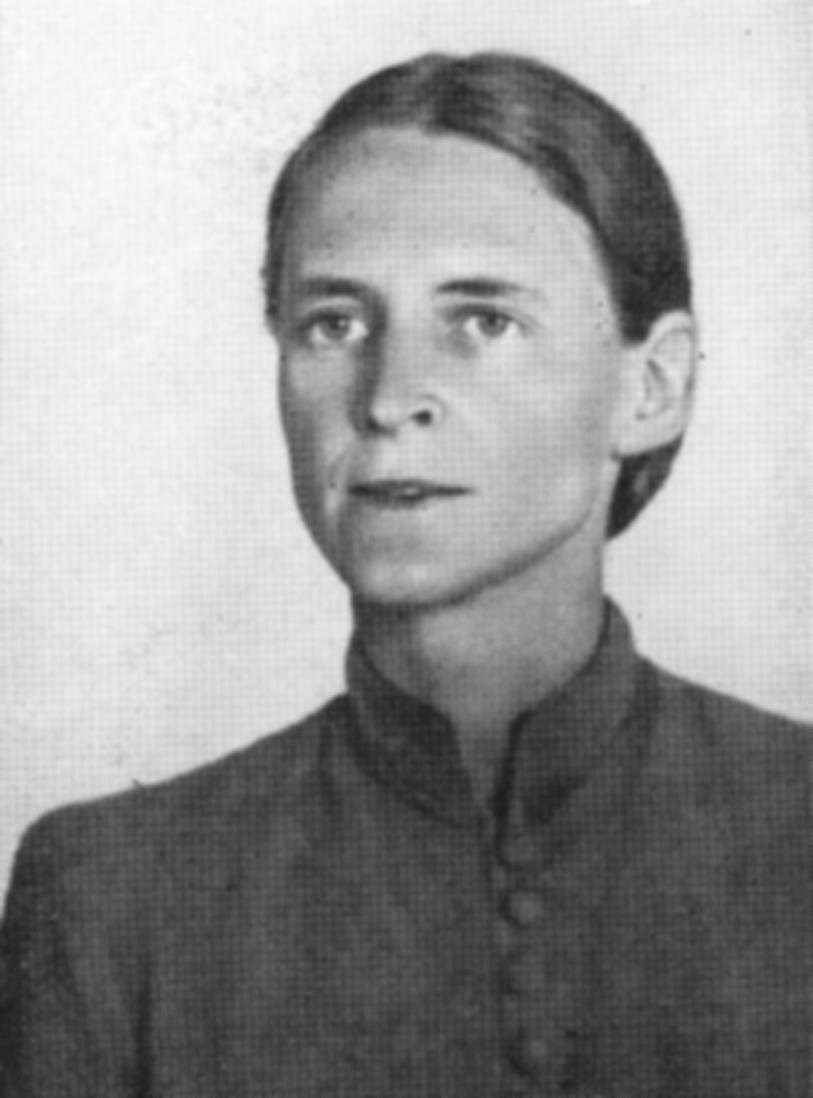
Mildred Harnack-Fish
(1902–1943)

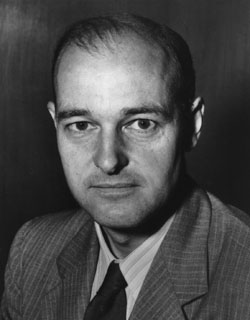
George F. Kennan
(1904–2005)

- Red Dunn (1901–1957), American-Football-Spieler
- Heinz Roemheld (1901–1985), Filmkomponist und Arrangeur
- Austin App (1902–1984), Mediävist, Holocaustleugner
- Ray Corrigan (1902–1976), Schauspieler
- Eduard Franz (1902–1983), Schauspieler
- Mildred Harnack-Fish (1902–1943), US-amerikanisch-deutsche Literaturwissenschaftlerin, Übersetzerin und Widerstandskämpferin gegen den Nationalsozialismus
- Marguerite Henry (1902–1997), Schriftstellerin
- Alphonse James Schladweiler (1902–1996), Bischof von New Ulm
- Al Simmons (1902–1956), Baseballspieler
- William Berke (1903–1958), Regisseur, Drehbuchautor und Produzent
- LaVern Dilweg (1903–1968), American-Football-Spieler und Politiker (Demokratische Partei)
- Thomas O’Malley (1903–1979), Politiker
- Albert Meyer (1903–1965), römisch-katholischer Erzbischof von Chicago
- Gilbert Oscar Raasch (1903–1999), Geologe und Paläontologe
- Lewis D. Thill (1903–1975), Politiker
- Harold C. Deutsch (1904–1995), Historiker
- George F. Kennan (1904–2005), Historiker
- Thaddeus Wasielewski (1904–1976), Politiker
- Lloyd Viel Berkner (1905–1967), Physiker
- Ned R. Healy (1905–1977), Politiker
- Burton F. Miller (1905–1976), Filmtechnikpionier
- John W. Schaum (1905–1988), Pianist, Komponist und Klavierpädagoge
- Herbert Weinstock (1905–1971), Musikhistoriker
- Sol Tax (1907–1995), Anthropologe und Archäologe
- Walter Annenberg (1908–2002), Diplomat, Verleger und Kunstmäzen
- George Harold Brown (1908–1987), Elektrotechniker
- Abner Biberman (1909–1977), Schauspieler, Regisseur und Drehbuchautor
- Neal E. Miller (1909–2002), Psychologe
- Marjorie Grene (1910–2009), Philosophin

#### 1911 bis 1920

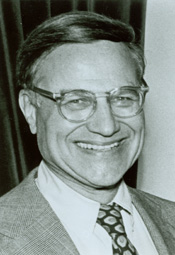
Henry S. Reuss
(1912–2002)

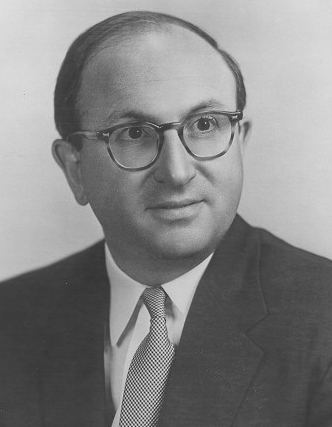
Wilbur J. Cohen
(1913–1987)

- Jack Finney (1911–1995), Schriftsteller
- Margarete Caroline Wolf (1911–1998), Mathematikerin
- Dean Amadon (1912–2003), Ornithologe
- Joseph Anthony (1912–1993), Schauspieler, Regisseur und Tänzer
- Frank K. Edmondson (1912–2008), Astronom
- Thomas E. Fairchild (1912–2007), Jurist und Politiker
- Myron Fohr (1912–1994), Rennfahrer
- Henry S. Reuss (1912–2002), Politiker
- Johnny Standley (1912–1992), Komiker
- Clement J. Zablocki (1912–1983), Politiker
- Wilbur J. Cohen (1913–1987), Hochschullehrer und Politiker
- Walles T. Edmondson (1913–2000), Zoologe, Limnoökologe und Autor
- Woody Herman (1913–1987), Jazz-Klarinettist, Sänger und Bandleader
- Kent Kennan (1913–2003), Komponist und Musikpädagoge
- Cordwainer Smith (1913–1966), Psychologe und Schriftsteller
- Dick Wessel (1913–1965), Schauspieler
- Jerome Joseph Hastrich (1914–1995), römisch-katholischer Bischof von Gallup
- Delbert Lamb (1914–2010), Eisschnellläufer
- Edmund Lewandowski (1914–1998), Maler, Mosaikkünstler und Kunstpädagoge
- Mary Nohl (1914–2001), bildende Künstlerin und Malerin
- Cy Howard (1915–1993), Drehbuchautor, Filmregisseur und -Produktionsleiter
- Isadore Perlman (1915–1991), Chemiker
- Frank Parker (1916–1997), Tennisspieler
- Herbert A. Simon (1916–2001), Sozialwissenschaftler
- Herschel Burke Gilbert (1918–2003), Dirigent und Komponist von Filmmusik
- Gordon C. Zahn (1918–2007), Soziologe
- Dickey Chapelle (1919–1965), Fotografin und Kriegsjournalistin
- Leon D. Epstein (1919–2006), Politikwissenschaftler
- Sylvia Fein (1919–2024), Malerin und Sachbuchautorin
- Donald Hornig (1920–2013), Chemiker

#### 1921 bis 1930

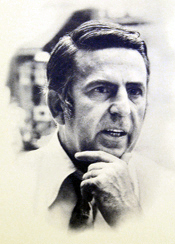
Abner J. Mikva
(1926–2016)

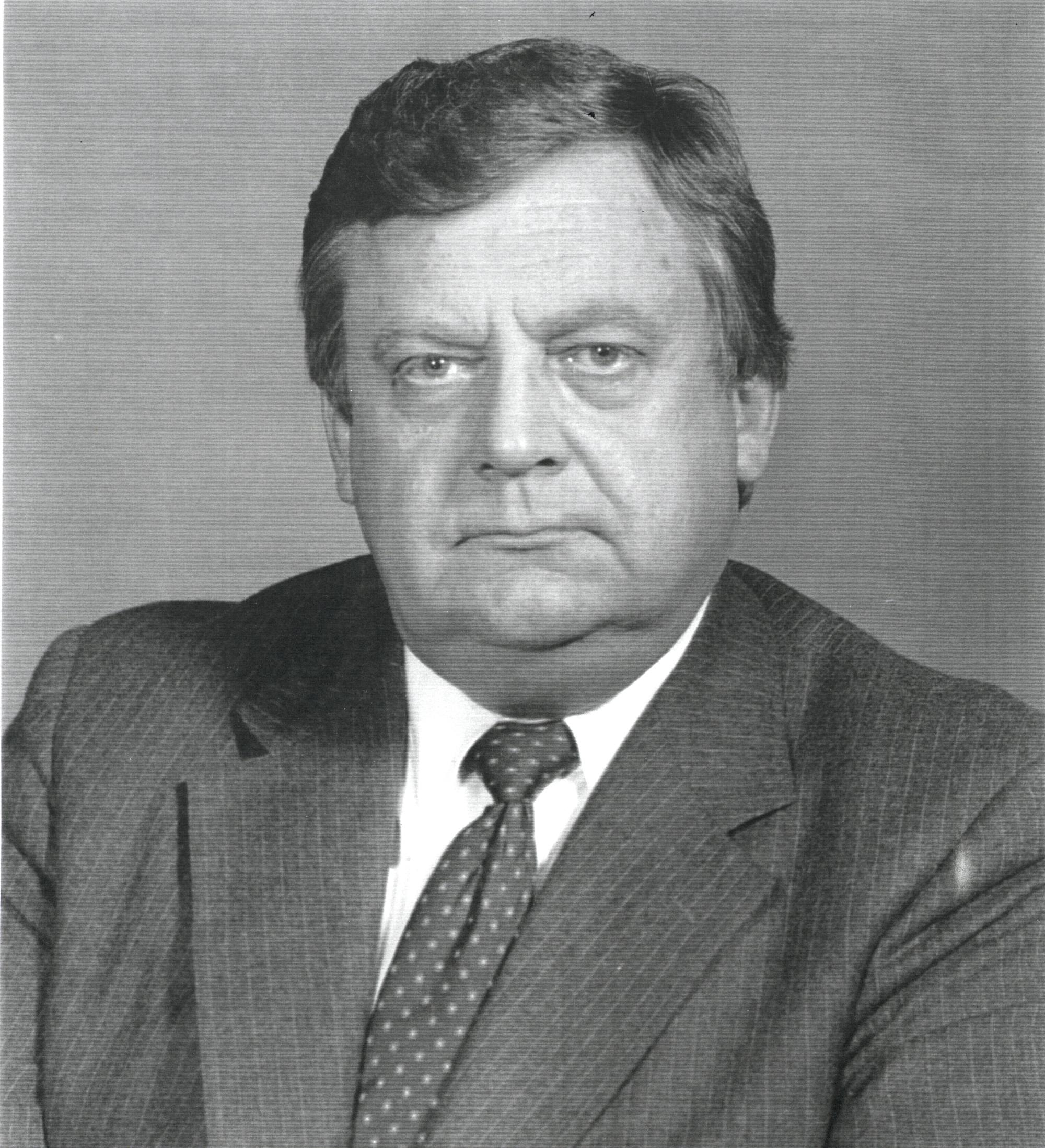
Lawrence Eagleburger
(1930–2011)

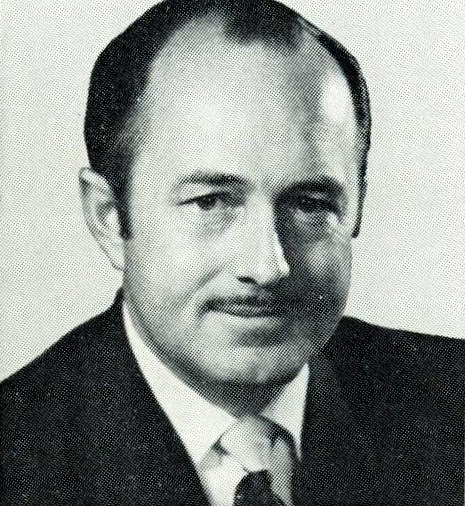
John G. Schmitz
(1930–2001)

- Arnold Ralph Cotey (1921–1998), römisch-katholischer Ordensgeistlicher, Bischof von Nachingwea
- Franklin Dickey (* 1921), Anglist
- Hazel Larsen Archer (1921–2001), Fotografin und Kunstpädagogin
- Sonia Sorel (1921–2004), Schauspielerin
- Walter Grauman (1922–2015), Regisseur und Filmproduzent
- Pat Harder (1922–1992), American-Football-Spieler
- William D. Turnbull (1922–2011), Wirbeltierpaläontologe
- Don Weis (1922–2000), Filmregisseur
- Earl F. Ziemke (1922–2007), Militärhistoriker
- Pamela Britton (1923–1974), Schauspielerin[2]
- Herbert Ryser (1923–1985), Mathematiker
- Nancy Oestreich Lurie (1924–2017), Anthropologin
- William H. Rehnquist (1924–2005), Jurist
- Felice Bryant (1925–2003), Musikerin
- Edwin N. Lightfoot (1925–2017), Chemieingenieur
- Charles Asa Schleck (1925–2011), Kurienerzbischof der römisch-katholischen Kirche
- Daniel C. Tosteson (1925–2009), Mediziner und Physiologe
- Ken Wiesner (1925–2019), Hochspringer
- Lee S. Dreyfus (1926–2008), Politiker
- Abner J. Mikva (1926–2016), Jurist und Politiker
- Charlotte Rae (1926–2018), Schauspielerin und Sängerin
- Stewart Sharpless (1926–2013), Astronom
- Richard Nelson Bolles (1927–2017), Sachbuchautor; Pastor der Episkopalkirche
- Eddie Garrett (1927–2010), Schauspieler
- Donald Gehrmann (1927–2022), Mittelstreckenläufer
- David R. Hawkins (1927–2012), Mystiker, Arzt, Psychiater, spiritueller Lehrer und Autor
- Gerald Hiken (1927–2021), Schauspieler
- Harry Wasylyk (1927–2013), kanadischer Erfinder des Müllsacks aus Polyethylen
- Jackie Cain (1928–2014), Jazzsängerin
- Gus Mercurio (1928–2010), australischer Filmschauspieler und Boxer
- Nancy Olson (* 1928), Schauspielerin
- Mary Tsingou (* 1928), Programmiererin
- Arlene Swidler (1929–2008), katholische Theologin, Autorin, Anglistin und Hochschullehrerin
- Billy Wallace (1929–2017), Jazzpianist
- Lawrence Eagleburger (1930–2011), Politiker und Diplomat
- Robert Easton (1930–2011), Schauspieler und Dialekt-Trainer
- Raphael Michael Fliss (1930–2015), römisch-katholischer Bischof von Superior
- John G. Schmitz (1930–2001), Politiker
- Abraham J. Twerski (1930–2021), Rabbiner, Psychiater und Autor
- Glenn Yarbrough (1930–2016), Sänger und Gitarrist

#### 1931 bis 1940

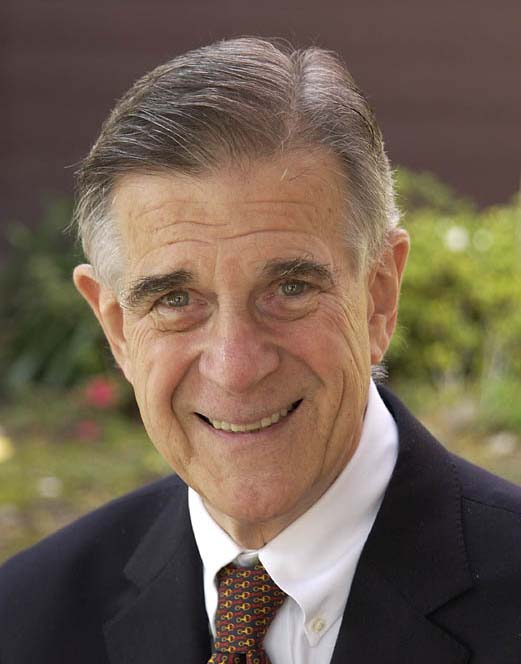
Pete Stark
(1931–2020)

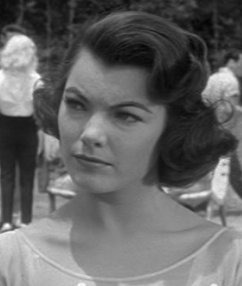
Judy Tyler
(1932–1957)

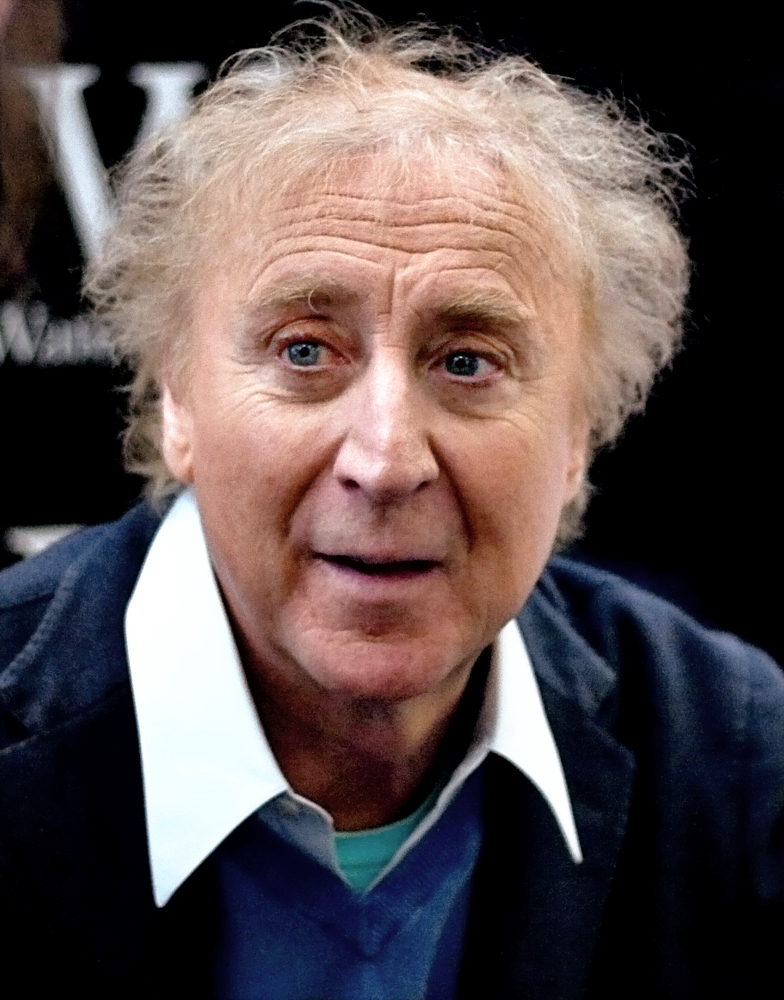
Gene Wilder
(1933–2016)

- Robert James Blattner (1931–2015), Mathematiker
- Tommy Gumina (1931–2013), Jazz-Akkordeonist
- Pete Stark (1931–2020), Politiker
- David Fromkin (1932–2017), Jurist, Historiker und Autor
- Judy Tyler (1932–1957), Schauspielerin
- John Dirk Walecka (* 1932), theoretischer Kernphysiker
- Bunky Green (1933–2025), Jazz-Saxophonist, Jazzlehrer, Komponist und Arrangeur
- Jerome Kristian (1933–1996), theoretischer und beobachtender Kosmologe
- Augie Pabst (1933–2024), Autorennfahrer
- Richard Schickel (1933–2017), Schriftsteller, Dokumentarfilmer und Filmkritiker
- Gene Wilder (1933–2016), Schauspieler, Komiker und Regisseur
- Ronald Inglehart (1934–2021), Politologe
- Albert Marden (* 1934), Mathematiker
- Dick Ringler (1934–2024), Anglist und Skandinavist
- Jack Anderson (1935–2023), Tanzkritiker und Lyriker
- Fabian Wendelin Bruskewitz (* 1935), römisch-katholischer Bischof von Lincoln
- Louis Falk (* 1935), anglikanischer Erzbischof
- Salome Jens (* 1935), Schauspielerin
- George L. Kelling (1935–2019), Sozialarbeiter und Kriminologe
- Herb Kohl (1935–2023), Politiker
- Bertell Ollman (* 1935), Politikwissenschaftler
- Ralph Tyrrell Rockafellar (* 1935), Mathematiker
- David Schoenbaum (* 1935), Historiker
- Bob Tetzlaff (1935–2012), Radrennfahrer
- Bob Uecker (1935–2025), Sportreporter, Schauspieler und Baseballspieler
- Paul Shenar (1936–1989), Schauspieler
- Harold F. Dvorak (* 1937), Pathologe und Gefäßforscher
- Michael K. Moe (* 1937), Physiker
- Les Aspin (1938–1995), Politiker
- James W. Christy (* 1938), Astronom
- Frank Gordon (* 1938), Jazzmusiker
- David E. Hahm (* 1938), Altphilologe
- Donald E. Knuth (* 1938), Professor für Informatik
- Michael Schultz (* 1938), Regisseur und Filmproduzent
- Reginald Thomas Foster (1939–2020), Latinist und römisch-katholischer Ordensgeistlicher
- Daniel Hunt Janzen (* 1939), Evolutionsbiologe
- John Neumeier (* 1939), Tänzer, Choreograf und Ballettdirektor
- Martin J. Schreiber (* 1939), Politiker
- Ralph Votapek (* 1939), klassischer Pianist und Klavierpädagoge
- Al Jarreau (1940–2017), Jazz-, Pop- und Rhythm-and-Blues-Sänger und Songautor
- Steve de Shazer (1940–2005), Psychotherapeut und Autor
- Thomas A. Steitz (1940–2018), Molekularbiologe und Biochemiker

#### 1941 bis 1950
- Richard A. Cash (1941–2024), Arzt

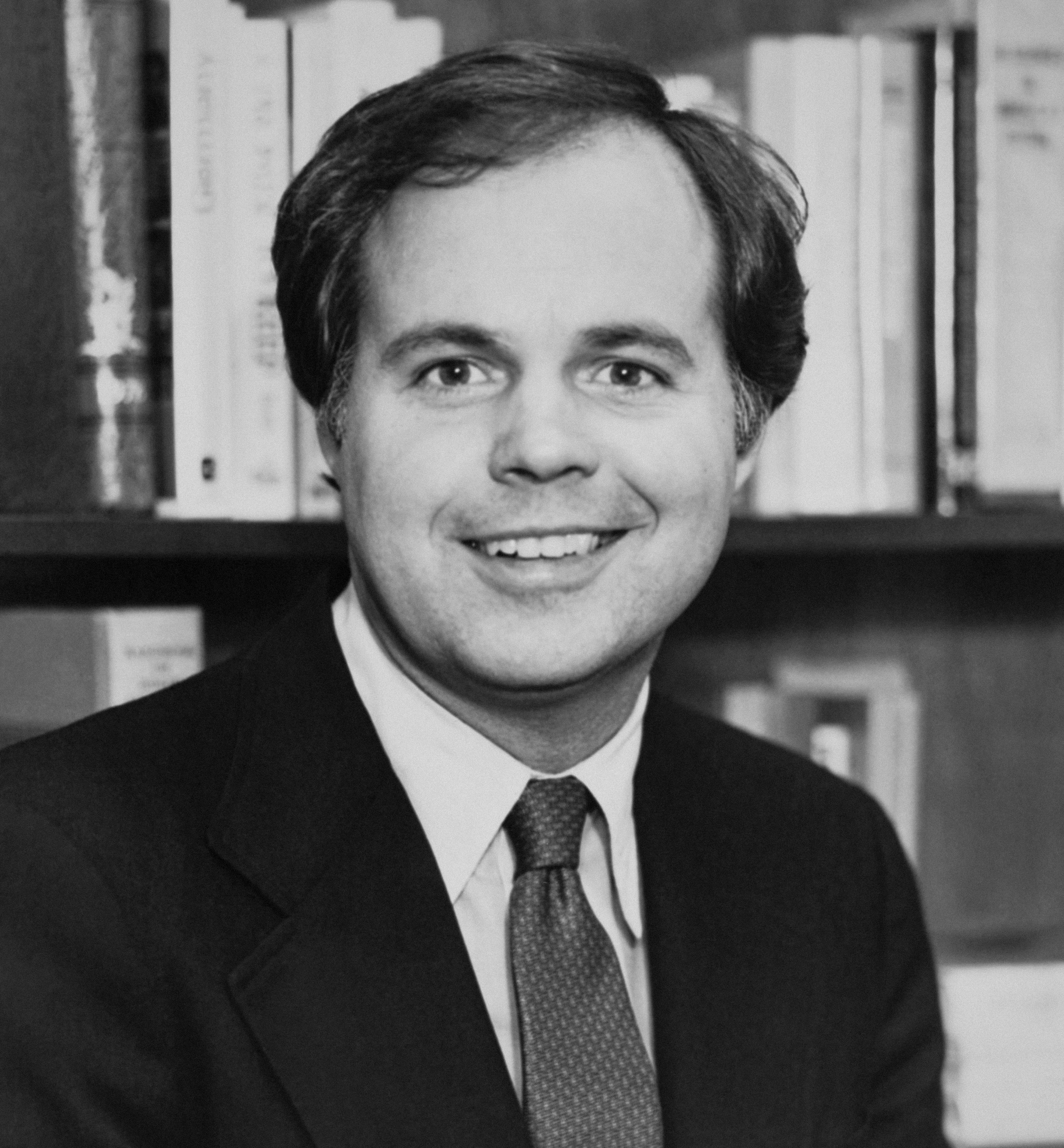
Bob Kasten
(* 1942)

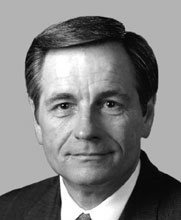
Jerry Kleczka
(1943–2017)

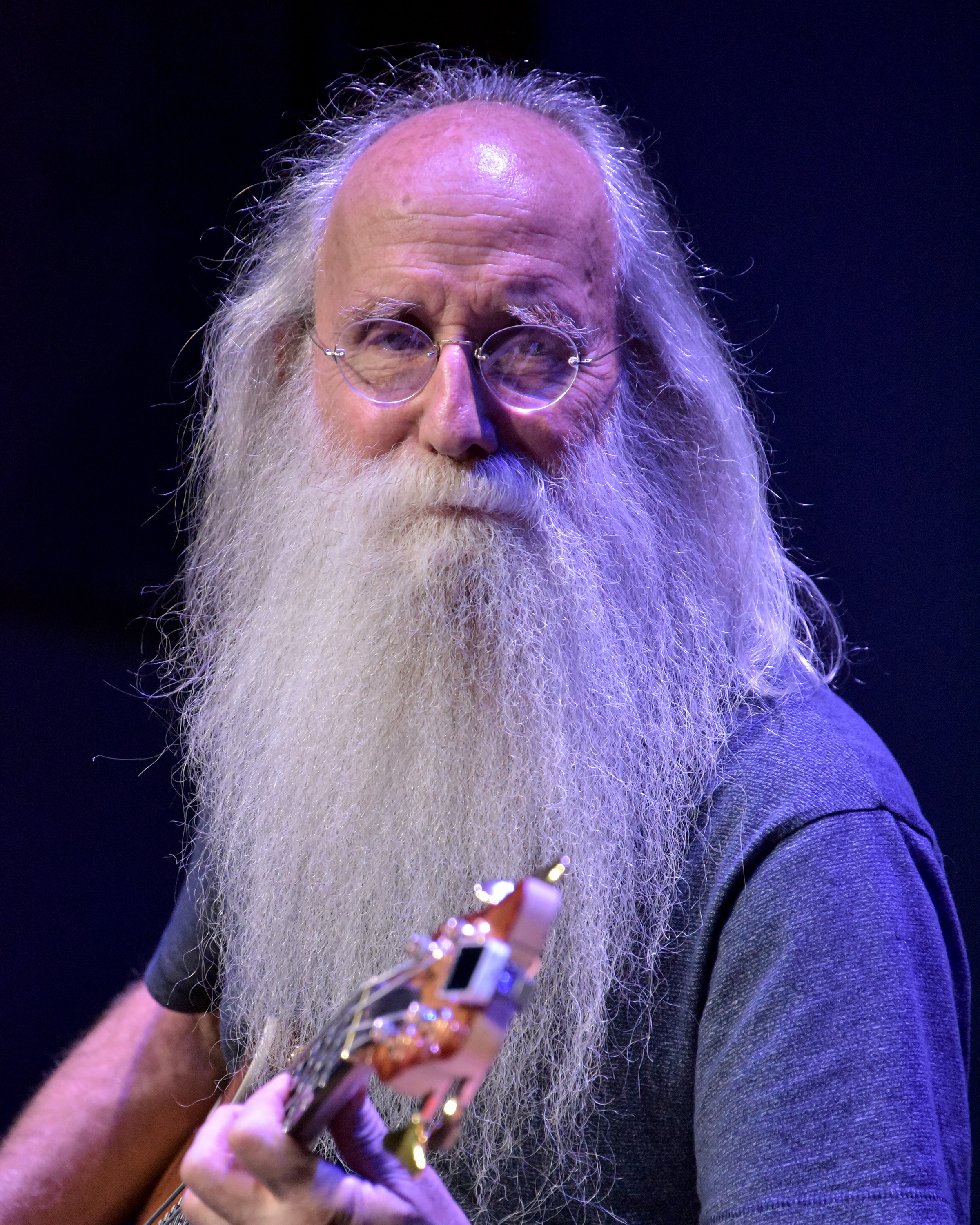
Leland Sklar
(* 1947)

- Dave Manders (* 1941), American-Football-Spieler
- Marc Alaimo (* 1942), Schauspieler
- James Benning (* 1942), Avantgarde-Filmemacher und Dokumentarfilmer
- Bob Kasten (* 1942), Politiker
- Charles Nelson (* 1942), Wirtschaftswissenschaftler
- Jack Rieley (1942–2015), Musikmanager
- Pamela A. Roby (* 1942), Soziologin
- Jerry Kleczka (1943–2017), Politiker
- Steve Miller (* 1943), Rock- und Bluesgitarrist
- Tad J. Oelstrom (* 1943), Generalleutnant der United States Air Force
- Jim Risch (* 1943), Politiker
- Davison Soper (* 1943), theoretischer Elementarteilchenphysiker
- Peter Straub (1943–2022), Schriftsteller
- Neale Donald Walsch (* 1943), Autor spiritueller Bücher
- Wayne LeBombard (1944–2022), Eisschnellläufer
- Thomas E. Mann (* 1944), Politikwissenschaftler
- David Wineland (* 1944), Physiker
- Dale Wayne Tomich (1946–2024), Soziologe und Historiker
- Patricia Wells (* 1946), Köchin, Journalistin und Kochbuchautorin
- Rik De Lisle (* 1947), Hörfunkmoderator
- Tom Dempsey (1947–2020), American-Football-Spieler
- Dale Duesing (* 1947), Opernsänger
- Joseph McBride (* 1947), Filmwissenschaftler und Autor
- Leland Sklar (* 1947), Bassist, Sänger und Komponist
- Herschel Weingrod (* 1947), Drehbuchautor und Filmproduzent
- David Zucker (* 1947), Regisseur und Drehbuchautor
- Fred Brown (* 1948), Basketballspieler
- Marilyn Schmiege (* 1948), amerikanisch-deutsche Sängerin
- David Tasa (* 1948), amerikanisch-deutscher Trompeter und Hochschullehrer
- Neal Ulevich (* 1948), Journalist
- Christa Helm (1949–1977), Schauspielerin
- James Michael Harvey (* 1949), Kurienerzbischof der römisch-katholischen Kirche
- Ed Landing (* 1949), Paläontologe und Geologe
- David J. Skorton (* 1949), Mediziner und Hochschullehrer
- Arthur Bremer (* 1950), Attentäter
- Bruce Elmegreen (* 1950), Astronom
- Ed Hochuli (* 1950), NFL-Schiedsrichter
- Kathleen Tolan (* 1950), Schauspielerin und Drehbuchautorin
- Jerry Zucker (* 1950), Drehbuchautor, Regisseur und Produzent

#### 1951 bis 1960

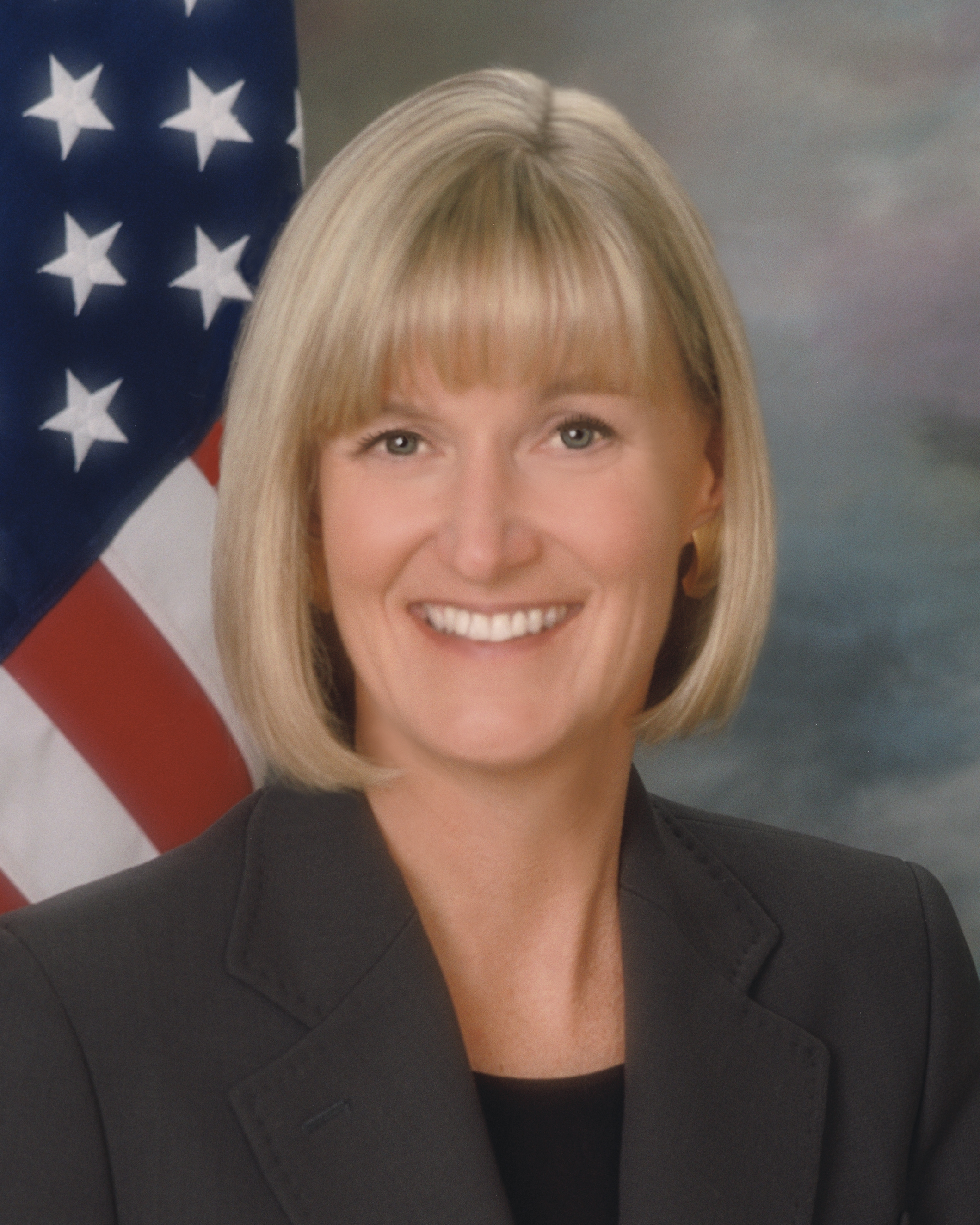
Barbara Lawton
(* 1951)

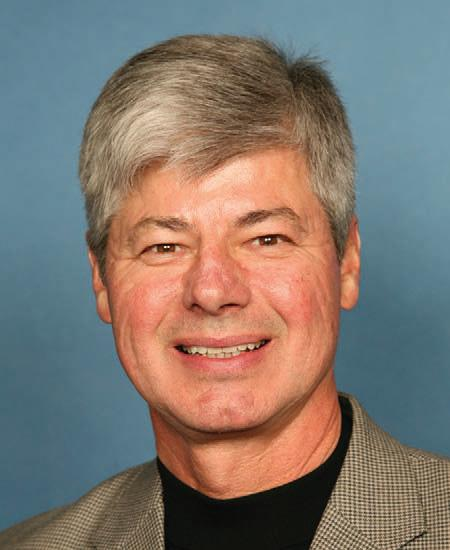
Bart Stupak
(* 1952)

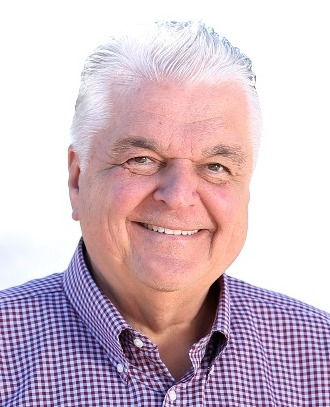
Steve Sisolak
(* 1953)

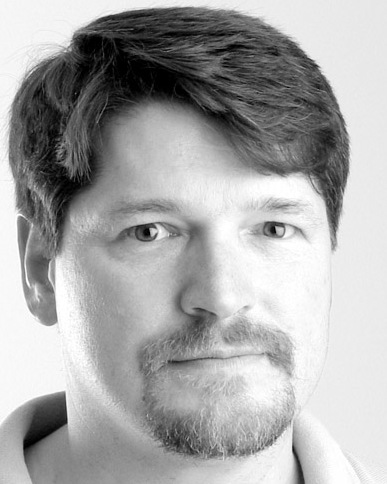
Bruce Bethke
(* 1955)

- Virginia Hayssen (* 1951), Säugetierforscherin und Hochschullehrerin
- Barbara Lawton (* 1951), Politikerin
- Mark Leno (* 1951), Politiker
- Jim Ochowicz (* 1951), Radrennfahrer und Radsportfunktionär
- Louis Sullivan (1951–1991), Autor und Aktivist
- John L. Watson (* 1951), Schachspieler und -autor
- Leslie Lemke (* 1952), Musiker und Komponist
- Bruce Odland (* 1952), Komponist und Klangkünstler
- Andrea Star Reese (* 1952), Fotografin und Videokünstlerin
- Daryl Stuermer (* 1952), Musiker und Gitarrist
- Bart Stupak (* 1952), Politiker
- Tom Barrett (* 1953), Politiker
- Cindy Bremser (* 1953), Leichtathletin[3]
- Scott L. Klug (* 1953), Politiker
- Gary Lauck (* 1953), Neonazi und Geschichtsrevisionist
- Richard H. Scheller (* 1953), Biochemiker
- Steve Sisolak (* 1953), Politiker (Demokratische Partei)
- Chris Gardner (* 1954), Broker
- Leigh Harris (* 1954), Schauspielerin und Model
- Lynette Harris (* 1954), Filmschauspielerin und Model
- Scott Jaeck (* 1954), Schauspieler
- George E. Mahlberg (1954–2011), Schauspieler, Tontechniker, DJ, Hörfunkmoderator und Astrophysiker
- Bill Milkowski (* 1954), Jazzautor
- Mark Seitz (* 1954), römisch-katholischer Bischof von El Paso
- Leigh Barczewski (* 1955), Bahnradsportler
- Bruce Bethke (* 1955), Science-Fiction-Autor
- Robert Dean (* 1955), Handballspieler[4]
- Glenn Grothman (* 1955), Politiker
- Jane Kaczmarek (* 1955), Theater- und Filmschauspielerin
- David A. Clarke (* 1956), Sheriff des Milwaukee County (2002–2017)
- William Franke (* 1956), Literaturwissenschaftler
- David John Malloy (* 1956), römisch-katholischer Bischof von Rockford
- Eddie Allen (* 1957), Jazztrompeter
- Reinhard Andress (* 1957), Autor und Sprachwissenschaftler
- Lynne Arriale (* 1957), Jazz-Pianistin und Hochschullehrerin
- Ronald D. Asmus (1957–2011), Diplomat und Politikwissenschaftler
- Leslie Barczewski (* 1957), Radrennfahrer
- Michael Burks (1957–2012), Bluesgitarrist
- Brent Emery (* 1957), Radrennfahrer[5]
- Barbara Jordan (* 1957), Tennisspielerin
- Kristen Meadows (* 1957), Schauspielerin
- Jeffrey Robert Haines (* 1958), römisch-katholischer Geistlicher, Weihbischof in Milwaukee
- David Hazeltine (* 1958), Jazz-Pianist
- Peter G. Torkildsen (* 1958), Politiker
- Erik Jendresen (* 1959), Drehbuchautor und Filmproduzent
- Kato Kaelin (* 1959), Schauspieler
- Andre Phillips (* 1959), Leichtathlet
- Leroy Chiao (* 1960), Astronaut
- Jeffrey Dahmer (1960–1994), Serienmörder
- Laura L. Kiessling (* 1960), Biochemikerin
- Ted Kirkpatrick (1960–2022), Schlagzeuger
- Eric Simonson (* 1960), Regisseur

#### 1961 bis 1970

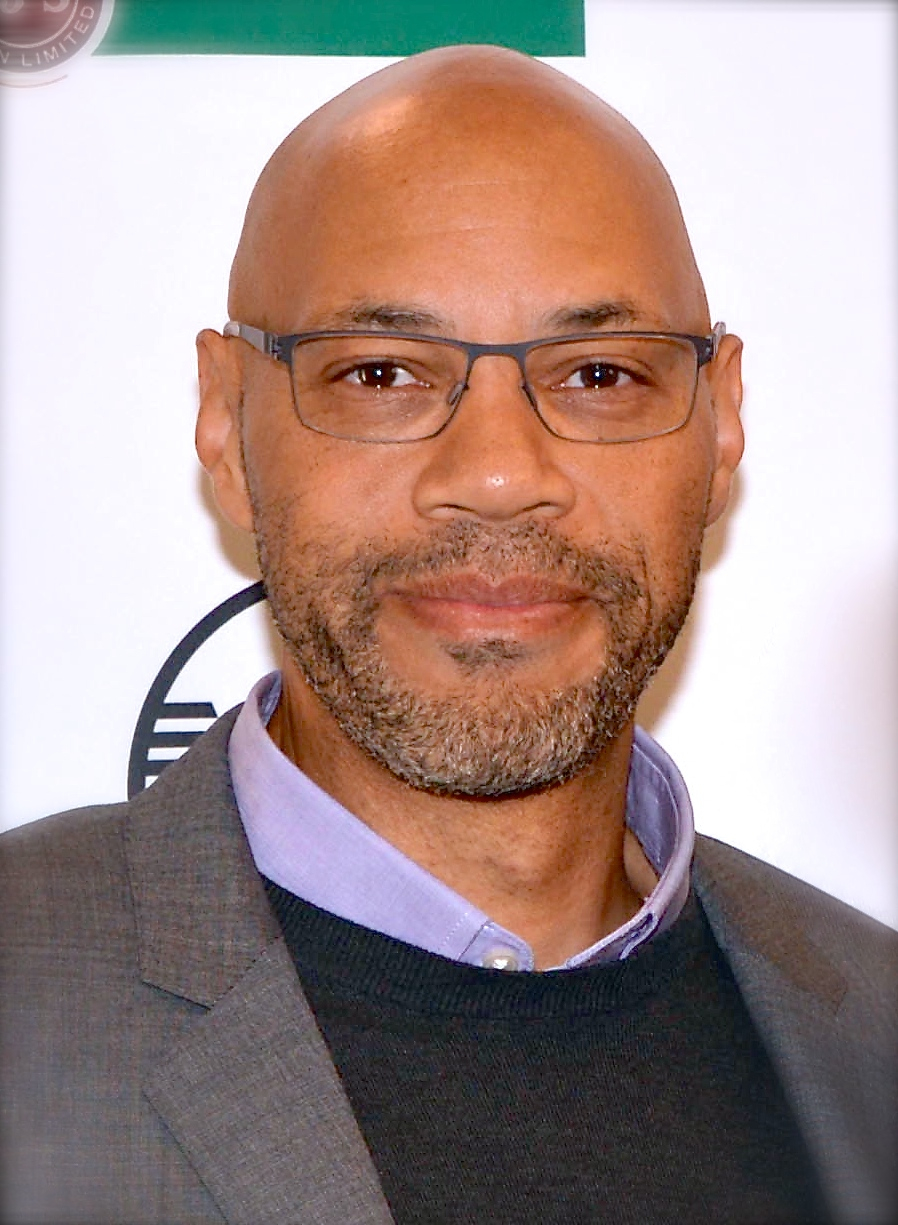
John Ridley
(* 1965)

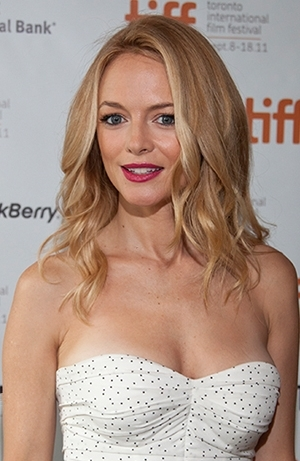
Heather Graham
(* 1970)

- Carl Allen (* 1961), Schlagzeuger und Musikproduzent
- Judi Brown (* 1961), Hürdenläuferin
- Michael Torke (* 1961), Komponist
- Jon Weber (* 1961), Jazzmusiker und Radiomoderator
- Alan Goehring (* 1962), Pokerspieler
- Phil Katz (1962–2000), Programmierer
- Steven Bognar (* 1963), Regisseur
- Beezie Madden (* 1963), Springreiterin
- Terry Porter (* 1963), Basketballspieler und -trainer
- Jimmy Banks (1964–2019), Fußballspieler
- Paul Flaherty (1964–2006), Informatiker und Elektroingenieur
- Dennis Mitcheltree (* 1964), Jazzmusiker
- Étienne Vető (* 1964), französisch-US-amerikanischer römisch-katholischer Ordensgeistlicher, Theologe und Weihbischof in Reims
- Kenny Harrison (* 1965), Leichtathlet
- Dan Jansen (* 1965), Eisschnellläufer
- Chris McMurry (* 1965), Autorennfahrer
- John Ridley (* 1965), Buchautor, Drehbuchautor, Produzent sowie Regisseur
- Eric Benét (* 1966), Rhythm-and-Blues-Sänger
- Paul Clement (* 1966), Jurist, Hochschullehrer und United States Solicitor General
- Jean Driscoll (* 1966), Rollstuhlsportlerin
- Sean Hood (* 1966), Drehbuchautor
- Greg Koch (* 1966), E-Gitarrist
- Brian Devening (* 1967), Tennisspieler
- Rick Perlstein (* 1969), Historiker und Autor
- Amy Pietz (* 1969), Schauspielerin
- Mike Schank (1969–2022), Musiker und Schauspieler
- George Tillman, Jr. (* 1969), Regisseur, Drehbuchautor und Filmproduzent
- Heather Graham (* 1970), Schauspielerin
- Latrell Sprewell (* 1970), Basketballspieler

#### 1971 bis 1980
- Rebecca Bradley (* 1971), Juristin
- Aimee Graham (* 1971), Schauspielerin
- Mari Holden (* 1971), Radrennfahrerin
- Deirdre Demet-Barry (* 1972), Radrennfahrerin

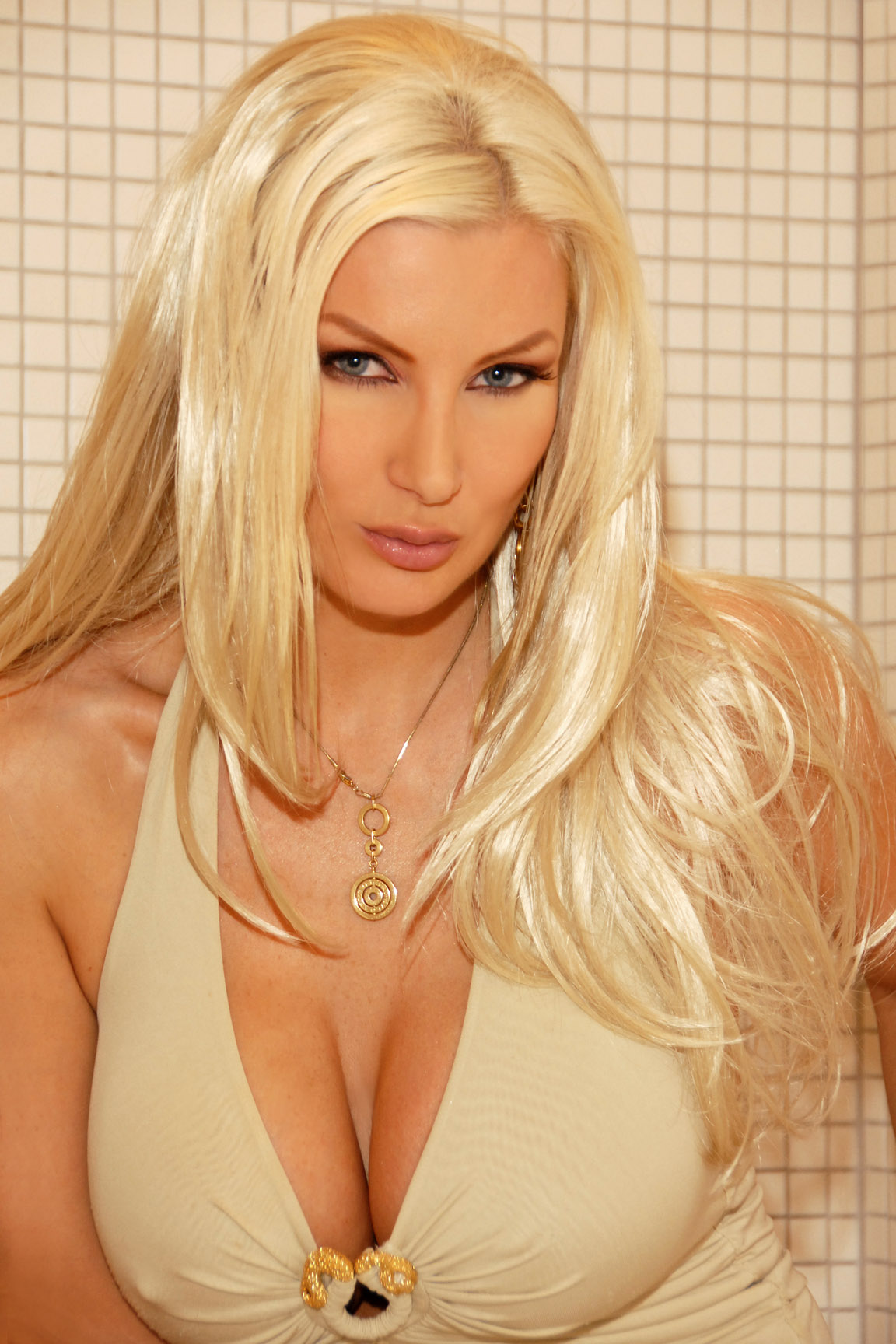
Brittany Andrews
(* 1973)

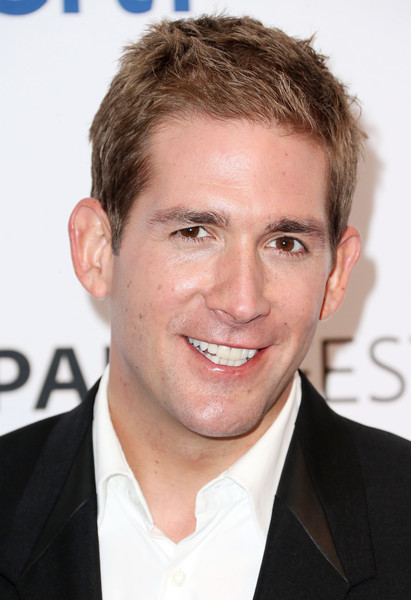
Eric Szmanda
(* 1975)

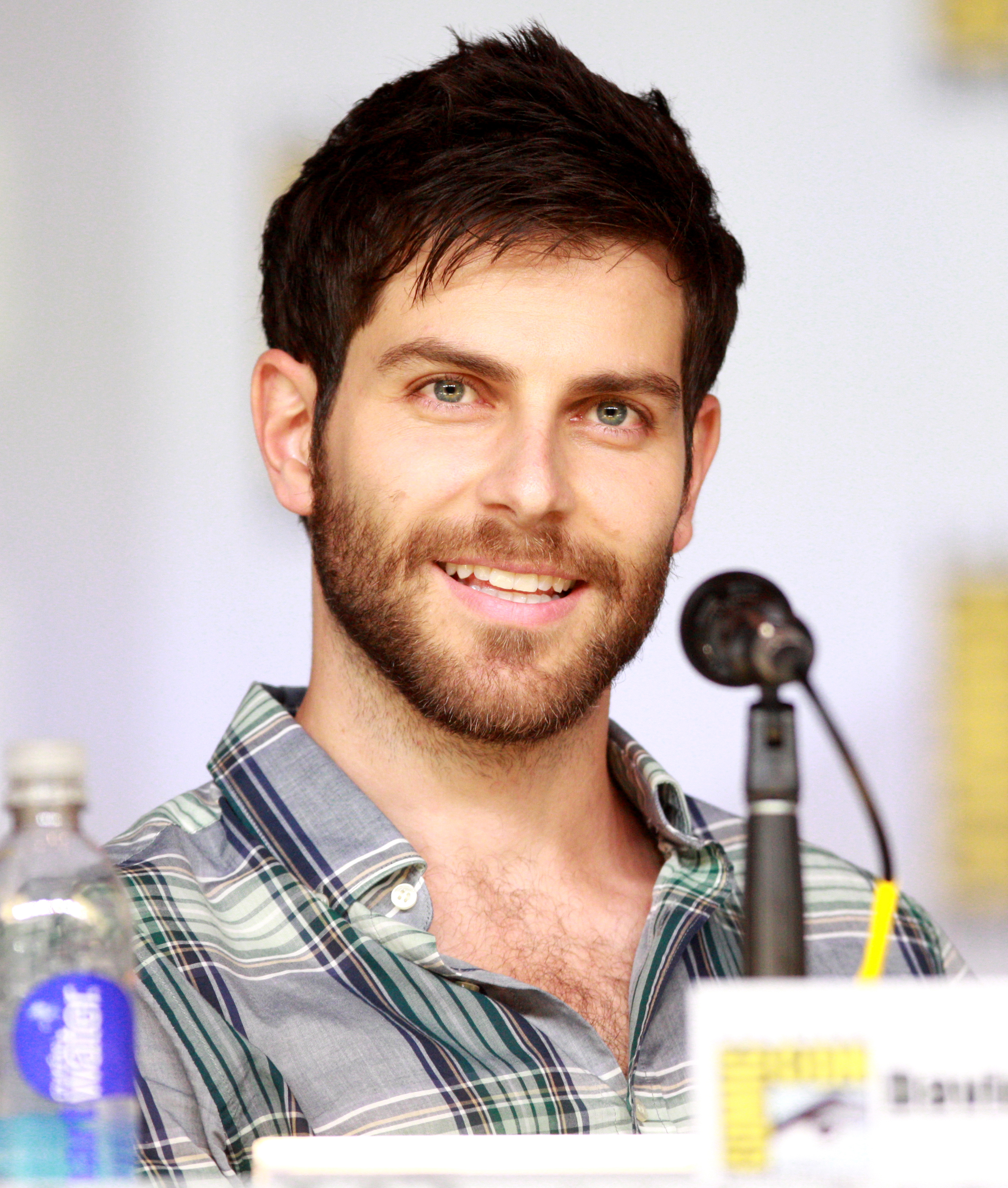
David Giuntoli
(* 1980)

- Rick Germanson (* 1972), Jazzmusiker und Hochschullehrer
- Leigh Scott (* 1972), Filmregisseur, Filmproduzent, Filmeditor und Drehbuchautor
- Brittany Andrews (* 1973), Pornodarstellerin
- Sadie Benning (* 1973), Videokünstlerin und Musikerin
- Lamont Bentley (1973–2005), Schauspieler und Rapper
- Dan Harmon (* 1973), Drehbuchautor und Showrunner
- Mark Petering (* 1973), Komponist und Musikpädagoge
- Angela Walker (* 1974), Gewerkschafterin sowie Bus- und Lastwagenfahrerin
- Davey von Bohlen (* 1975), Emo- und Indie-Rock-Musiker und Songwriter
- Anthony Carter (* 1975), Basketballspieler
- Charlie Finn (* 1975), Schauspieler
- Eric Szmanda (* 1975), Schauspieler
- Joyful Drake (* 1976), Schauspielerin
- Tank (* 1976), R&B-Sänger und Songwriter
- Raja Chari (* 1977), Testpilot und NASA-Astronaut
- Austin Aries (* 1978), Wrestler
- Michael Bennett (* 1978), American-Football-Spieler
- Terry Black (* 1978), Basketballspieler
- Jeff Hanson (1978–2009), Singer-Songwriter und Gitarrist
- Candice Michelle (* 1978), Model und Wrestlerin
- Lavelle Felton (1979–2009), Basketballspieler
- Chris Mihm (* 1979), Basketballspieler
- Sarah Sokolovic (* 1979), Schauspielerin
- David Giuntoli (* 1980), Schauspieler
- Danny Gokey (* 1980), Sänger christlicher Popmusik
- Andy Hurley (* 1980), Schlagzeuger
- David Lowery (* 1980), Filmschauspieler, Regisseur, Drehbuchautor, Produzent und Filmeditor

#### 1981 bis 1990
- Kelly McCreary (* 1981), Schauspielerin

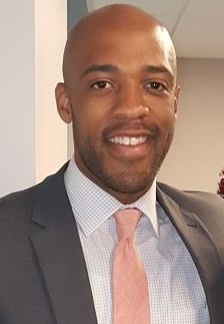
Mandela Barnes
(* 1986)

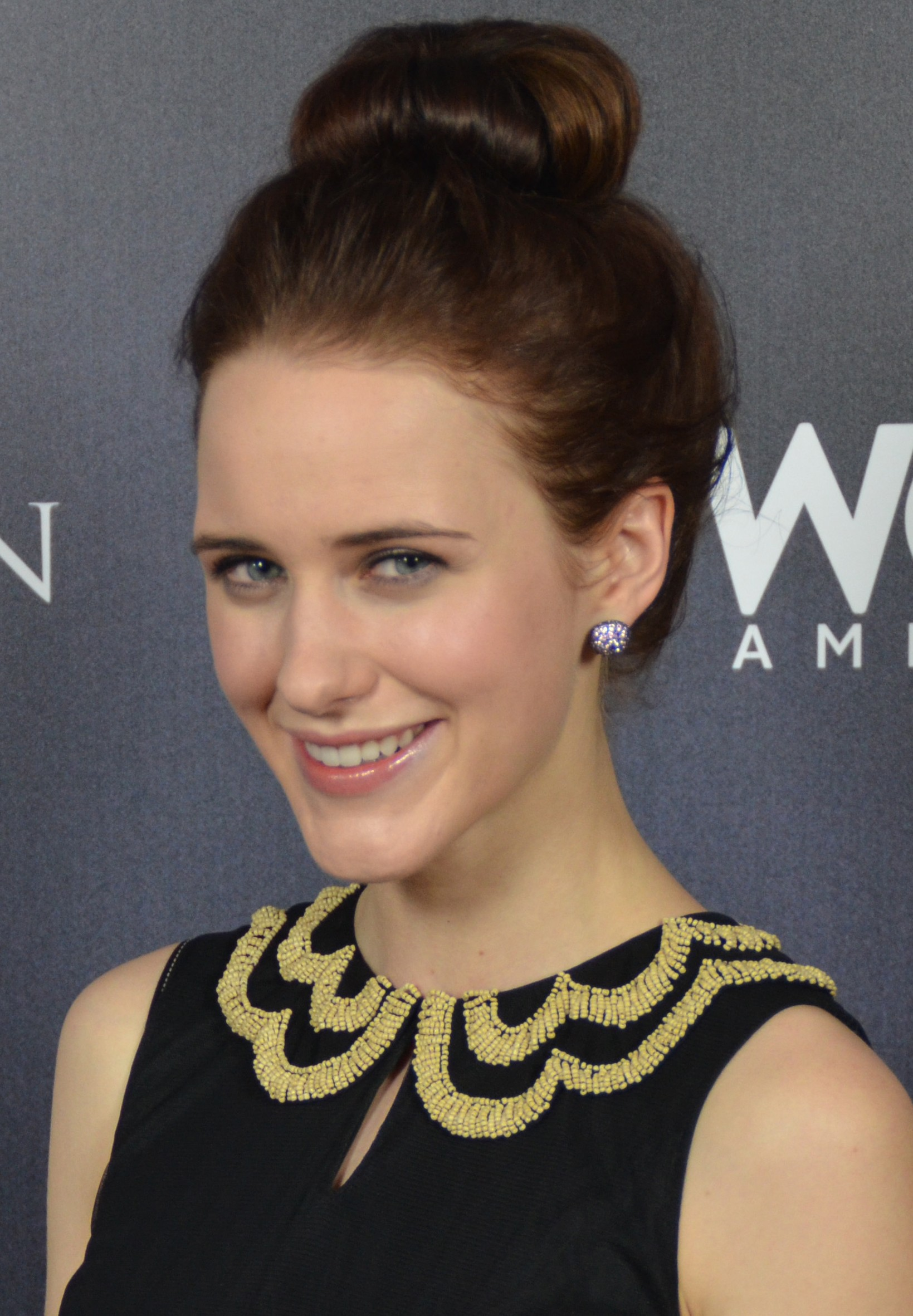
Rachel Brosnahan
(* 1990)

- Nick Nicotera (* 1981), Schauspieler und Rapper
- Dan Nimmer (* 1982), Jazzmusiker
- Devin Harris (* 1983), Basketballspieler
- Carl Landry (* 1983), Basketballspieler
- Leslie Osborne (* 1983), Fußballspielerin
- Tony Dunst (* 1984), Pokerspieler und Moderator
- Joe Sanders (* 1984), Jazzbassist
- Drew Stafford (* 1985), Eishockeyspieler
- Mandela Barnes (* 1986), Politiker
- Colin Kaepernick (* 1987), American-Football-Spieler
- DeAndre Levy (* 1987), American-Football-Spieler
- Tim Smyczek (* 1987), Tennisspieler
- Patrick J. Fuchs (* 1988), Mitglied der Regulierungsbehörde Surface Transportation Board
- Dennis Tinnon (* 1988), Basketballspieler
- Brandon Brooks (* 1989), American-Football-Spieler
- Trixie Mattel (* 1989), Dragqueen
- Rachel Brosnahan (* 1990), Schauspielerin
- K Camp (* 1990), Rapper
- Terra Strong Lyons (* 1990), Schauspielerin und Sängerin

#### 1991 bis 2000
- Shelby Harris (* 1991), American-Football-Spieler
- Emily Sisson (* 1991), Langstreckenläuferin
- Rose Namajunas (* 1992), Kampfsportlerin
- Dezerea Bryant (* 1993), Sprinterin
- Matt Polster (* 1993), Fußballspieler
- Alex Galchenyuk (* 1994), US-amerikanisch-russischer Eishockeyspieler
- Ava Max (* 1994), Popsängerin und Songwriterin
- Casey Andringa (* 1995), Freestyle-Skier
- Dan Arnold (* 1995), American-Football-Spieler
- Hudson Fasching (* 1995), Eishockeyspieler
- Jacob Latimore (* 1996), Schauspieler, Sänger und Songwriter
- Kevon Looney (* 1996), Basketballspieler
- Arike Ogunbowale (* 1997), Basketballspielerin
- Paris Berelc (* 1998), Schauspielerin, Turnerin und Model
- Jordan Poole (* 1999), Basketballspieler
- Ochai Agbaji (* 2000), Basketballspieler
- Tyler Herro (* 2000), Basketballspieler

### 21. Jahrhundert

#### 2001 bis 2010
- Kon Knueppel (* 2005), Basketballspieler

## Berühmte Einwohner von Milwaukee
- Henry Vianden (1814–1899), US-amerikanisch-deutscher Künstler
- Mathilde Franziska Anneke (1817–1884), deutsch-amerikanische Frauenrechtlerin und Revolutionärin
- Peter Engelmann (1823–1874), Pädagoge und Gründer der German-English Academy (heute: University School of Milwaukee)
- Georg Richard Kruse (1856–1944), Musikforscher
- Josef Kentenich (1885–1968), Gründer des Schönstattwerkes
- Red Saunders (1912–1981), Jazz-Schlagzeuger und Bandleader
- David Wiesner (* 1956), Illustrator und Schriftsteller
- Giannis Antetokounmpo (* 1994), Basketballspieler